# Adam Hlovík
Adam Hlovík ( 6. března 1793 Párnica – 29. března 1851 Giraltovce) byl evangelický kněz, sběratel lidových písní, spisovatel a překladatel.

## Život
Studoval v Banské Bystrici a Debrecíně; teologii pak na evangelickém kolegiu v Prešově. Od roku 1826 působil jako evangelický kněz v Kladzanech, od roku 1832 v Giraltovcích, od roku 1836 pak byl tamní evangelický senior. Na podnět Jana Kollára sbíral zemplínské a šarišské lidové písně, jeho sbírka byla základem výběru do Národných spievaniek (1834-1835). Autor prózy, náboženské poezie, překladů Homerových básní. Postavil se proti štúrovské spisovné slovenštině. Prosazoval bibličtinu, případně spisovnou šarištinu. Byl hlavní postavou povídky Jonáše Záborského Hlovík medzi vzbúreným ľudom.